# Postbank (Niederlande)

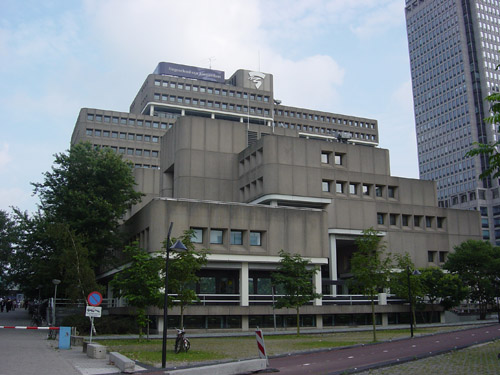
Die Leeuwenburg bei Amsterdam, ehemals Hauptsitz der Postbank

Die Postbank N.V. (N.V. = Naamloze Vennootschap) war ein staatliches Geldinstitut in den Niederlanden. Es wurde 1881 von der Regierung als Rijkspostspaarbank (deutsch: Reichspostsparbank) gegründet. 1986 erfolgte die Privatisierung und Fusion mit dem Postgirodienst unter dem Namen Postbank. 1989 entstand die NMB Postbank Groep. Eine weitere Fusion mit der Versicherungsgesellschaft Nationale-Nederlanden führte 1990 zur Gründung der ING Groep. Vor der Fusion hatte die Postbank N.V. rund 7,5 Millionen Privatkunden und war eines der größten Kreditinstitute in den Niederlanden.
Am 16. Mai 2007 kündigte die ING Group an, dass die Tochtergesellschaften ING Bank und Postbank zukünftig nur noch unter einer Marke auftreten werden. Die neue Organisation erfolgte im Februar 2009 unter dem Namen ING und hatte schätzungsweise 8,3 Millionen Privatkunden.